# San Martín y Mudrián
San Martín y Mudrián ist ein Ort und eine Gemeinde (municipio) mit 251 Einwohnern (Stand: 2024) in der zentralspanischen Provinz Segovia in der Autonomen Region Kastilien-León. Die Gemeinde besteht aus den Ortschaften San Martín und Mudrián. Der Verwaltungssitz befindet sich in Mudrián.

## Lage und Klima
Die Gemeinde San Martín y Mudrián liegt in der kastilischen Meseta in ca. 820 m Höhe ungefähr 30 Kilometer (Fahrtstrecke) nordnordwestlich der Provinzhauptstadt Segovia. Das Klima ist gemäßigt bis warm; Regen (480 mm/Jahr) fällt mit Ausnahme der trockenen Sommermonate übers Jahr verteilt.

## Bevölkerungsentwicklung
| Jahr      | 1970 | 1981 | 1991 | 2001 | 2011 | 2021 |
| Einwohner | 623  | 381  | 338  | 281  | 269  | 243  |

## Sehenswürdigkeiten
- Martinskirche in San Martín
- Marienkapelle

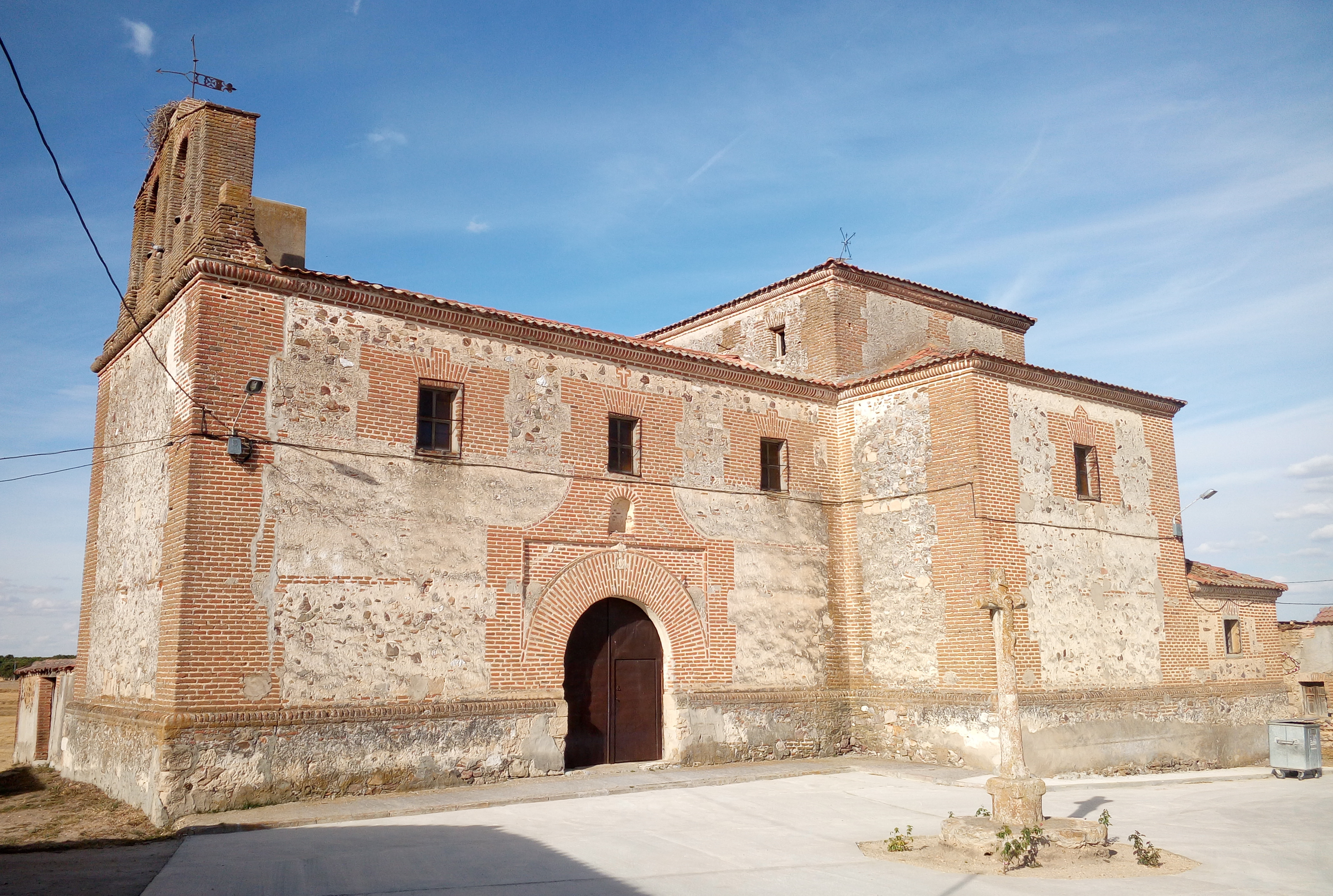
Martinskirche
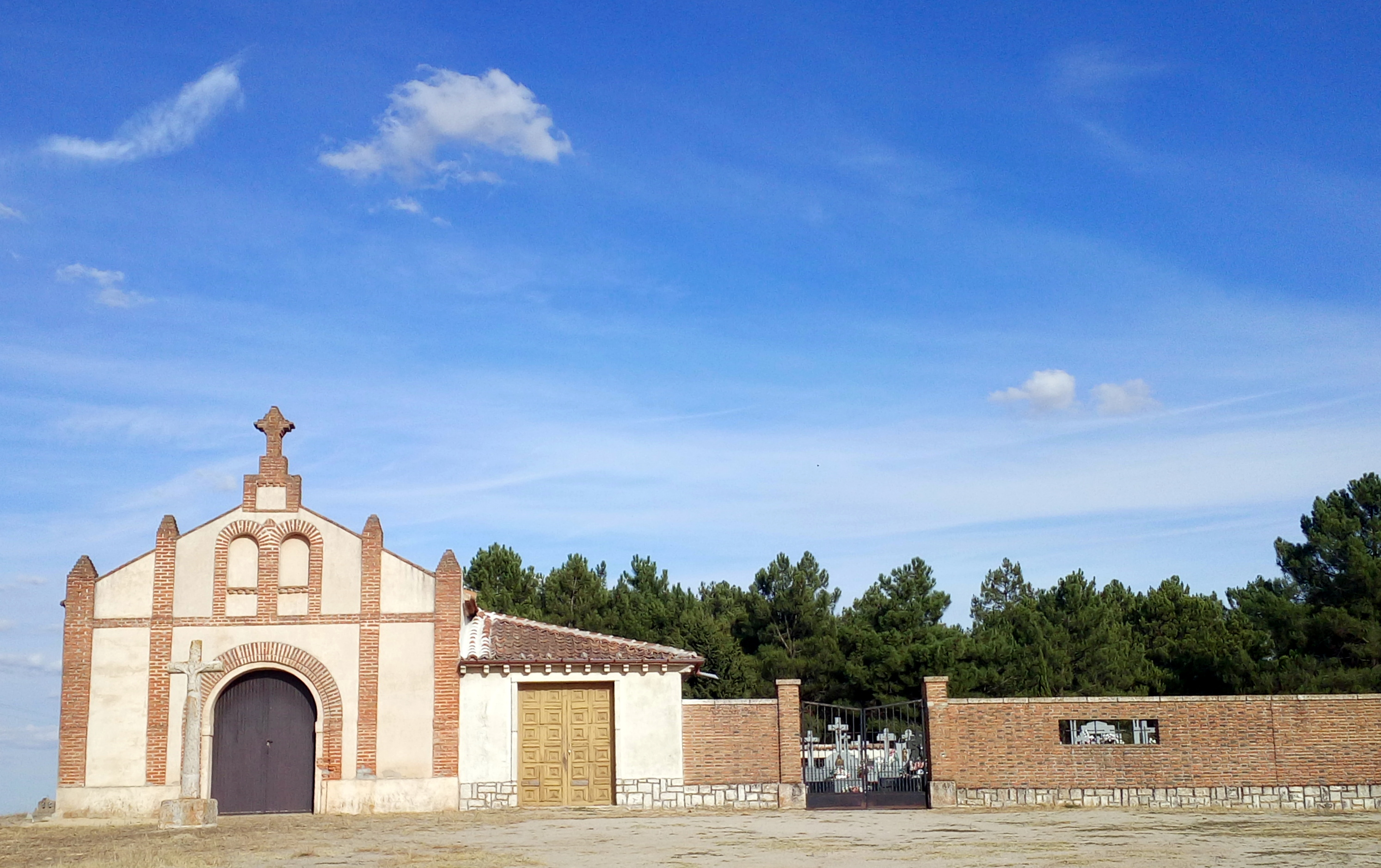
Marienkapelle
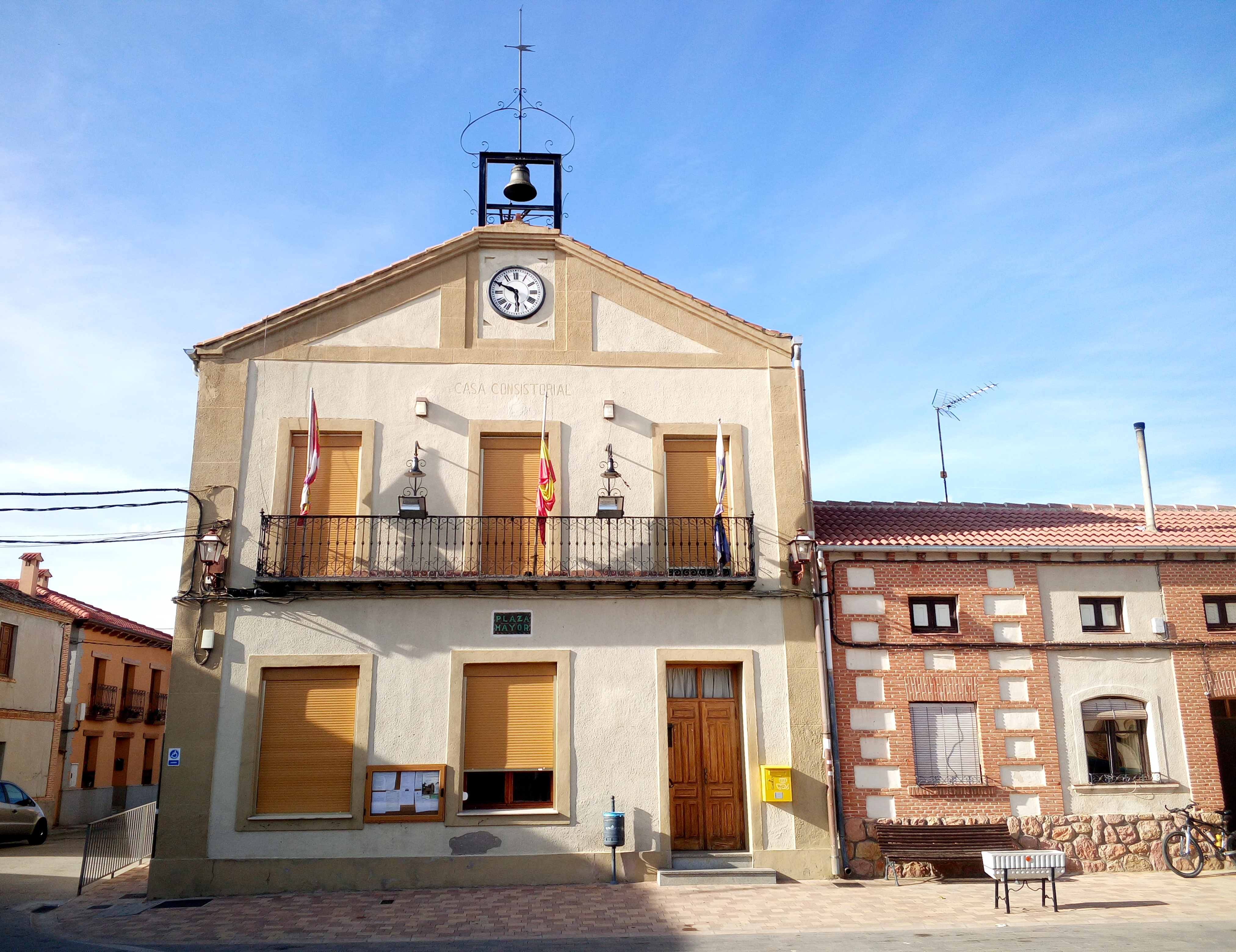
Rathaus